# Damgarten

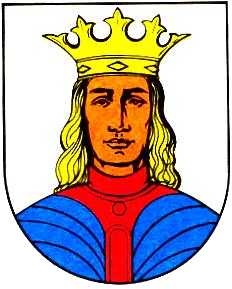
Wappen von Damgarten mit dem Bildnis des Fürsten Jaromar II.

Damgarten ist ein Stadtteil von Ribnitz-Damgarten und war bis 1950 eine selbstständige Grenzstadt in Pommern. Damgarten bildet den östlichen Teil von Ribnitz-Damgarten und liegt östlich des Flusses Recknitz an dessen Mündung in den Ribnitzer See.

## Geschichte

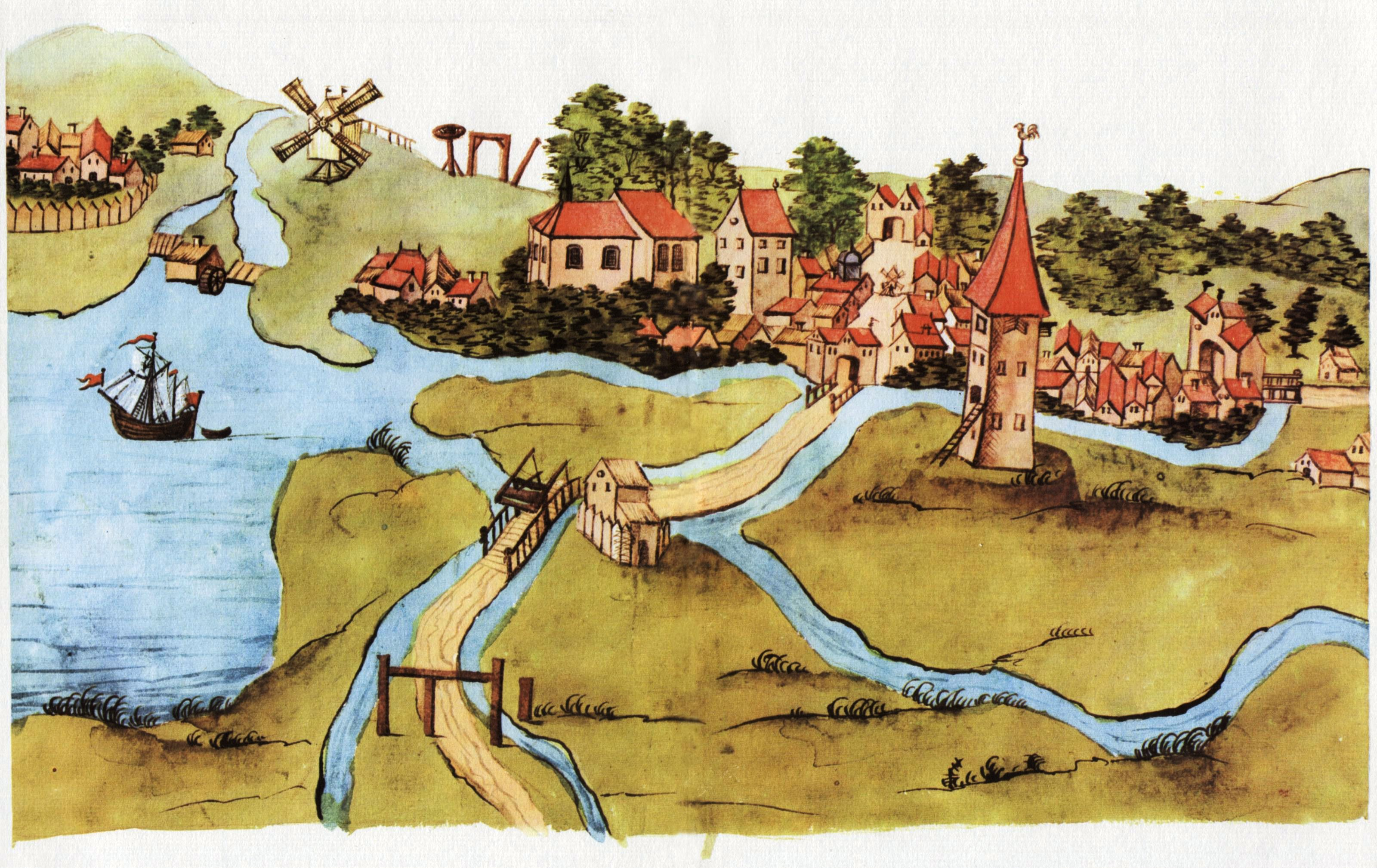
Damgarten mit Jaromarsturm und Grenzpaß 1615

Grenzpaß bei Damgarten 1630

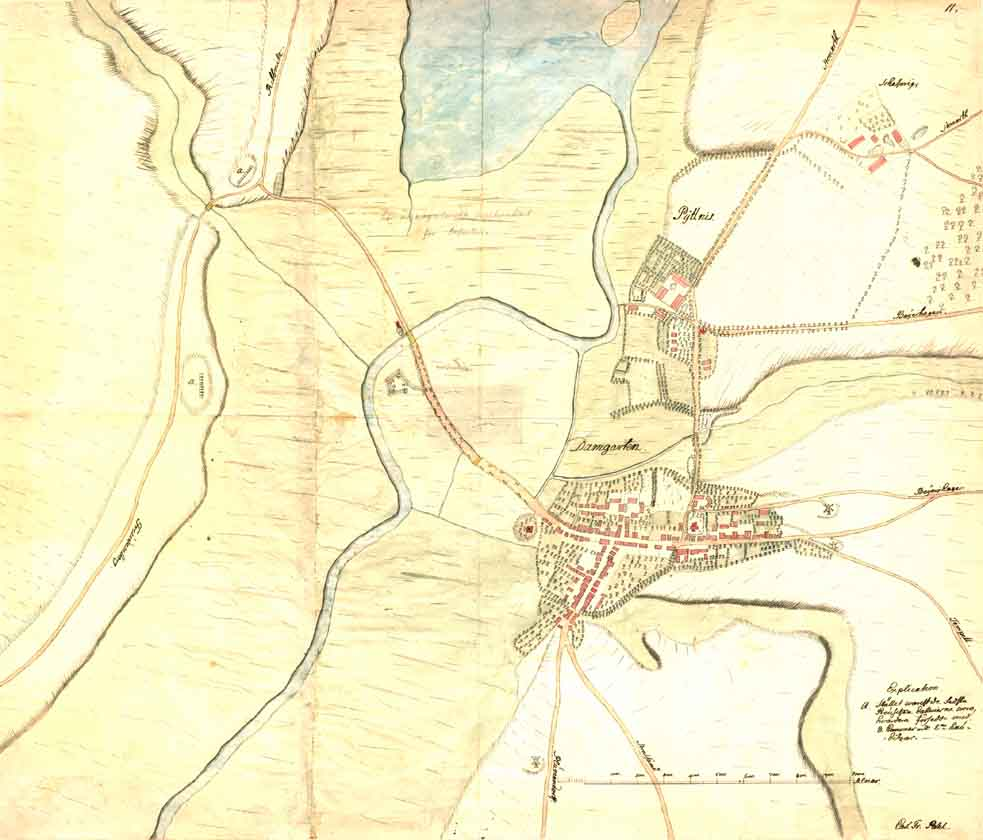
Damgarten im Jahr 1760

Entstanden ist die Stadt aus einer Grenzburg und der daneben entstehenden Ortschaft „Damgor“ („Dam“ bedeutet „Eiche“, „Gora“ heißt „Berg“, Damgarten bedeutet also Eichenberg), die östlich der sumpfigen Recknitzniederung lagen. Als Damgartener Stadtgründer gilt der Fürst Jaromar II. von Rügen. Der Übergang über die Recknitz nach Ribnitz in Mecklenburg wurde auch Mecklenburger Pass bzw. Pass genannt, da sich dort die Passbrücke befindet.
Damgarten erhielt sein Lübisches Recht 1258 vom Rügenfürsten Jaromar II.
Wiederholt wurde Damgarten eingenommen und (teilweise) zerstört, so u. a. 1271, 1295, 1368, 1628, 1638 und 1759. Den Zweiten Weltkrieg überstand Damgarten so gut wie unbeschadet. Mindestens zweimal ist die Stadt fast komplett abgebrannt: 1571 und 1695.
Bis zum Ende des Dreißigjährigen Krieges im Jahre 1648 bildet die Recknitz zwischen Ribnitz und Damgarten die Grenze zwischen dem Herzogtum Pommern und dem Herzogtum Mecklenburg. Danach bis zum Jahre 1815 zwischen Schwedisch-Pommern und Mecklenburg. 1809 kam es beim Durchzug der Freischärler unter Major Ferdinand von Schill zu vereinzelten Scharmützeln mit den napoleontreuen mecklenburgischen Regimentern. Nach 1815 fiel Schwedisch-Pommern mit Damgarten an das Königreich Preußen und gehört zur Provinz Pommern.
Seit 1888 verfügt Damgarten über einen Bahnanschluss an der Bahnstrecke Stralsund–Rostock.
Zwischen 1895 und 1965 fuhren vom Bahnhof Damgarten (heute Ribnitz-Damgarten Ost) die Züge der schmalspurigen Franzburger Kreisbahnen über Barth nach Stralsund. Weitere Bahnhöfe in Damgarten lagen am Hafen und am Stadtwald. Die ehemalige Bahntrasse parallel zum Templer Bach und im Norden von Damgarten neben der Saaler Chaussee wird heute als Radweg benutzt und ist noch gut erkennbar. Die letzten Relikte der ehemaligen Bahnstrecke am Ortsausgang sind die Reste der Brücke auf zwei Widerlagern aus Klinkersteinen, die heute den Radweg tragen.
Im Jahr 1935 wurde im Rahmen der Aufrüstung der Wehrmacht bei Damgarten der Fliegerhorst Pütnitz errichtet. Der Flugplatz Pütnitz war nach dem Zweiten Weltkrieg einer der bedeutendsten Standorte der in der DDR stationierten sowjetischen Luftstreitkräfte. Bis 1994 war die 16. Jagdfliegerdivision der Gruppe der Sowjetischen Streitkräfte in Deutschland in Damgarten stationiert.
Damgarten wurde am 1. Juli 1950 mit dem benachbarten Ribnitz gegen die Voten der Vertretungen beider Städte zur Stadt Ribnitz-Damgarten zusammengelegt.

## Kultur und Sehenswürdigkeiten

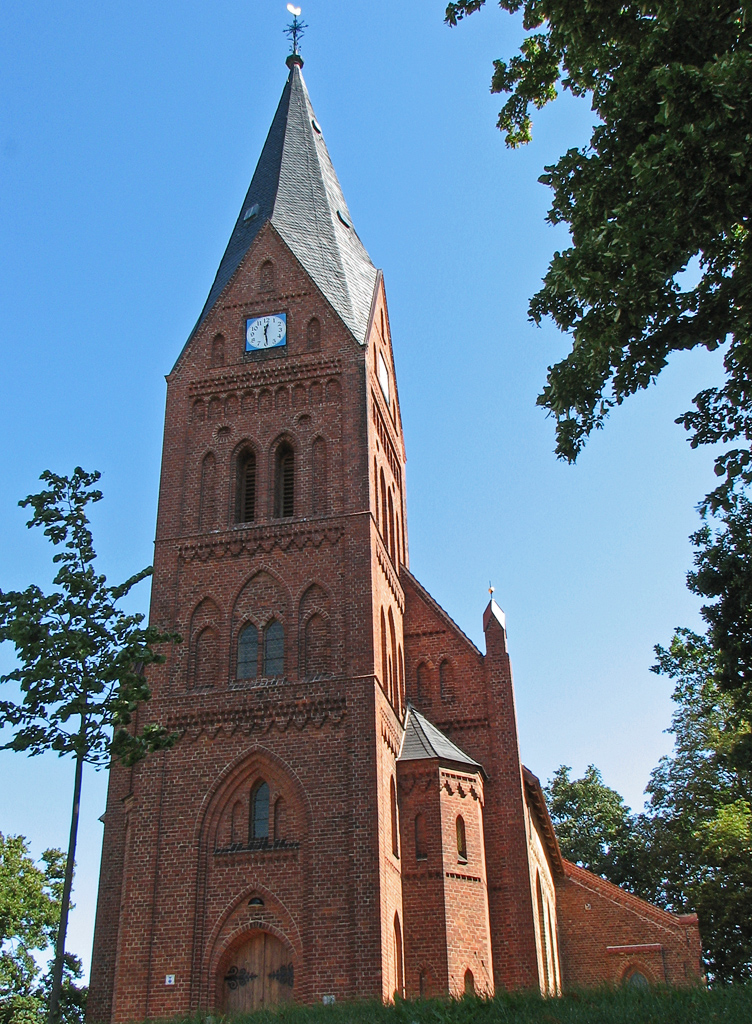
St. Bartholomäuskirche in Damgarten

- Evangelische Kirche Bartholomäuskirche in Damgarten: Der Chor stammt aus dem 13. Jahrhundert, das Kirchenschiff aus dem 15. Jahrhundert und der Kirchturm von 1886/87.
- Küsterhaus an der Kirche
- Bernsteinmanufaktur
- Rathaus von 1930
- Das älteste profane Haus der Stadt steht neben dem Rathaus in der Schillstraße 7; es wurde um 1700 erbaut.
- Fachwerkhaus von 1769 in der Stralsunder Straße 29 (Matheus).
- Technik-Museum Pütnitz
- Turmhügel Damgarten, FlN „Jaromarsturm“, abgegangenes Bodendenkmal

## Persönlichkeiten
→ Persönlichkeiten nach Zusammenschluss der Städte von 1950 siehe unter Ribnitz-Damgarten#Persönlichkeiten

### In Damgarten geboren
- Alfred Piper (1814–1892), preußischer Politiker
- Hans Dietrich von Zanthier (1856–1925), Jurist, preußischer Landrat und Politiker
- Hermann Bendix (1859–1935), Pädagoge, Kantor und Komponist
- Walter Ewert (1895–1975), deutscher Kantor, Lehrer, Heimatforscher und Bodendenkmalpfleger
- Werner Hacker (1897–1955), Schullehrer, Heimatforscher und Schriftsteller.
- Robert Hillenbrand (* 1941), Kunsthistoriker
- Ilona Buchsteiner (1944–2003), Neuzeit- und Agrarhistorikerin
- Helma Fehrmann (1944–2010), Theaterschaffende
- Klaus Behling (* 1949, Autor)

### Mit Damgarten verbunden
- Egon Krenz, SED-Politiker, kam als Flüchtling aus Kolberg nach Damgarten und ging hier zur Schule

## Verkehr

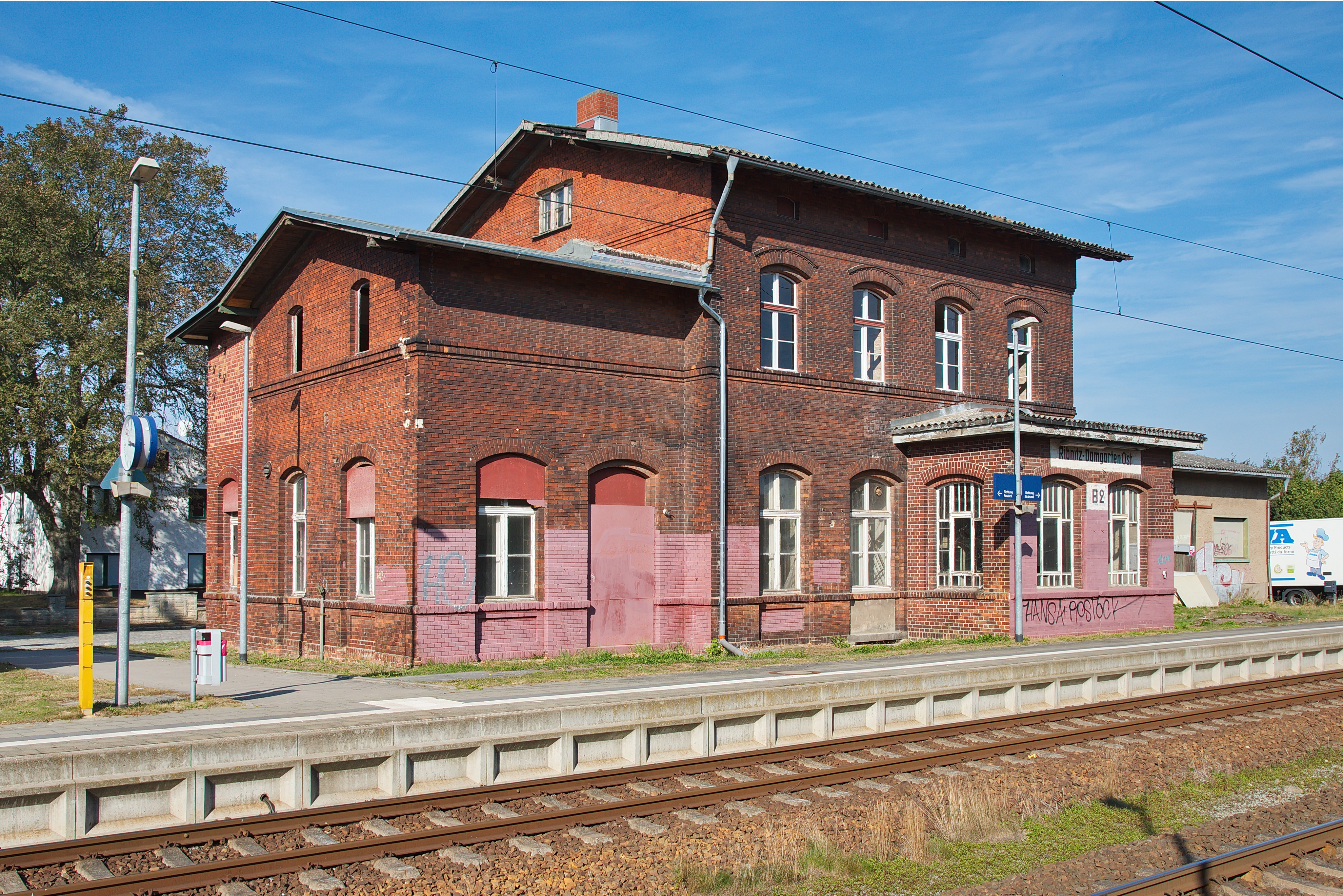
Empfangsgebäude Bahnhof Ribnitz-Damgarten Ost

Der Bahnhof Ribnitz-Damgarten Ost wurde im Jahr 1886 im Zuge des Streckenbaus zwischen Rostock und Stralsund errichtet. Zunächst gab es hier den normalspurigen Bahnhof. Seit 1895 betrieb die private Bahngesellschaft Franzburger Kreisbahnen (FKB) die Schmalspurbahnstrecke zwischen Stralsund, Barth und Damgarten mit einem Bahnhof in Damgarten. Seit dem 1. April 1949 wurde die Führung, wie auch die der übrigen ehemaligen Klein- und Privatbahnen im Lande, durch die Deutsche Reichsbahn übernommen. Die Stilllegung der Strecke für Damgarten endete 1965.
Der Bahnhof Ribnitz-Damgarten Ost liegt im Stadtteil Damgarten und ist an die Bahnstrecke Stralsund–Rostock angeschlossen. Es fahren alle zwei Stunden Züge der Linie RE 9 (Rostock – Sassnitz). Zudem halten außerdem einzelne ICE-Züge von DB Fernverkehr auf der Linie 26 Karlsruhe – Frankfurt (Main) – Hamburg – Stralsund.